# René Nicolas
René Nicolas (beter bekend onder zijn pseudoniem: Mickey Nicolas) (Laon, 18 januari 1926) is een Frans componist, dirigent en saxofonist.

## Levensloop
Nicolas kreeg lessen voor sopraansaxofoon aan de École de musique de Reims en studeerde van 1942 tot 1945 orkestdirectie en saxofoon bij Marcel Mule aan het Conservatoire national supérieur de musique in Parijs. In 1945 behaalde hij zijn diploma. Aanvankelijk speelde hij saxofoon in verschillende ensembles en dansorkestjes in nachtclubs en casino's alsook in een orkest dat optrad in de televisieserie La Piste aux Etoiles. Als saxofonist speelde hij onder anderen in Monaco, Genève en Lissabon, maar ook in Brazilië en in Canada. In Parijs werkte hij samen met bekende artiesten zoals Michel Legrand, Eddie Barclay, Francis Lai, Claude Bolling en Jacques Brel.
Van 1977 tot 1990 was hij tweede dirigent in het Parijse cabaret Le Lido. Als componist is hij volledig autodidact. Hij schreef ballet- en filmmuziek, vocale muziek en sedert 1992 op advies van zijn vriend Désiré Dondeyne ook werken voor harmonieorkest. Nicolas is vanaf 1944 lid van de Société des Auteurs, Compositeurs et Éditeurs de Musique (SACEM), de Franse auteursrechtenvereniging.

## Composities

### Werken voor orkest
- Alghero
- Barro D'ipanema
- Big Bag
- Blue Cristal
- Cantara
- Cold Cream
- Dancing
- Dark Wing
- Day's Pleasure
- Douck Douck
- For Peter G.
- Full Back
- Moonly
- Nova
- Novo Mondo
- Point shaw
- Seven Heaven
- Sir Jack

### Werken voor harmonieorkest
- 1985 Listening to Paris - En écoutant Paris
- 1992 European Opening
- 1992 Highway Rhapsody
- 1992 Mills Go Round - Tournez Moulins
- 1994 Brazilian Suite - Suite Brezilienne
- 1994 Menuet Pour Maddy
- 1998 Music for Gentry
- 1998 ToccaFuga Loca
  1. Toccata
  2. Fuga
- 2002 Formule 1
- 2002 Les Baies du Soleil
- 2002 Suite Orientale
  1. Het Topkapi Paleis
  2. Blauwe Moskee (Sultan Ahmed moskee)
  3. Didymes en de Apollotempel
- 2007 Florilèges
- Concerto Grosso Modo, voor saxofoonkwintet en harmonieorkest
- Harmony Parade
- Magnitude
- Medieval Ballade
- Paris Chansons
  1. Sous Les Ponts De Paris
  2. Sous Les Toits
  3. La Romance De P
  4. Paris Je T'Aime
  5. P. Reine Du Mon
  6. Moulin Rouge
  7. Pigale
  8. Mademoiselle De Paris
  9. Sur Les Quais Du Vieux
- Passim
- Rapiecettes Suite
- Tap Dance - Zapateado
- Ti Punch

### Kamermuziek
- 1994 Dixie boy, voor klarinet en piano
- Concerto Pop, voor trompet en piano)
- Dancing, voor vier trombones
- E.M.S. Concertino, voor hoorn en piano
- Grande Suite Zodiacale, voor dwarsfluit, hobo, klarinet en piano
- Mad Sax, voor altsaxofoon en piano
- Prélude et chabada, voor klarinet en piano
- Primo Concertino, voor trombone en piano
- Rhizome, voor trombone en piano
- Sequences Concertantes, voor trombone en slagwerk
- Stéréo, voor twee klarinetten
- Sur trois notes, voor clairon en piano
- Tango baroque, voor saxofoonkwintet

### Werken voor piano
- Jazz Notes
- Jazz Notes 2 - Americano

### Filmmuziek
- 1967 Le Monde Parallèle
- 1968 Au Pan Coupe
- Les 12 travaux d'Astérix